# Great North Road (Sambia)

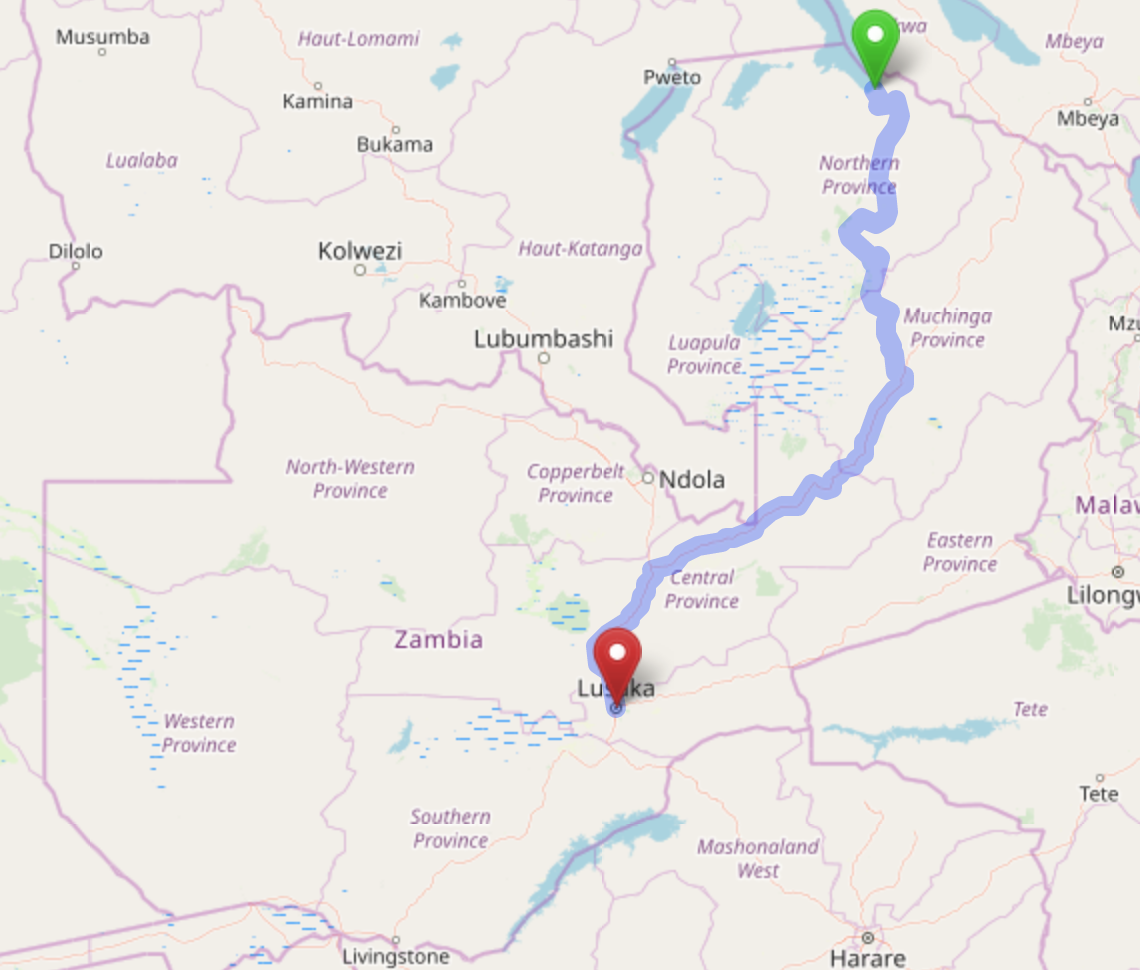
OSM-Darstellung des Straßenverlaufs

Die Great North Road ist eine wichtige Fernstraße in Sambia, die von Lusaka nördlich nach Kapiri Mposhi, Mpika, Kasama, Mbala und Mpulungu führt. Historisch gesehen ist dies der sambische Streckenabschnitt der Kap-Kairo-Straße, die Cecil John Rhodes geplant hatte. In dieser Hinsicht ist auch die Straße von der Grenze zwischen Sambia und Simbabwe bei Chirundu nach Lusaka Teil der Great North Road, ebenso wie der Streckenabschnitt von Mbala nach Mupulungu als Fahrspur zum Dampferdienst auf dem Tanganjikasee angesehen werden kann, der bis in die 1950er-Jahre bei den Reisenden sehr geschätzt war. 
Als die Fernstraße Mpika-Tansania (der Tanzam Highway) über Tunduma in den 1960er-Jahren ausgebaut wurde und als guter Weg nach Dar es Salaam und Arusha gelten konnte, wurde dieser Teil als Great North Road bekannt, anstatt des Teilstückes Mpika-Mbala, das man als Alte Great North Road bezeichnen könnte.
Umfangreiche Arbeiten an einem Abschnitt dieser Fernstraße in der Provinz Muchinga zwischen Chinsali und Isoka sind im ersten Halbjahr 2022 durchgeführt worden. Daran war die China State Engineering Corporation beteiligt. Die Kosten werden mit 748 Millionen Kwacha beziffert.
Im Stadtzentrum von Lusaka heißt die Great North Road Cairo Road und wurde zum Geschäfts- und Wirtschaftszentrum der Stadt, ebenso wie zur immer verstopften Durchgangsstraße, die der Durchgangsverkehr heute über die Lumumba Road umgehen kann.